# Semiothisa concinnaria
Semiothisa concinnaria är en fjärilsart som beskrevs av Walker 1861. Semiothisa concinnaria ingår i släktet Semiothisa och familjen mätare. Inga underarter finns listade i Catalogue of Life.